# Eugênio Machado Souto
Eugênio Machado Souto oder kurz Geninho (* 15. Mai 1948 in Ribeirão Preto) ist ein ehemaliger brasilianischer Fußballspieler und aktueller -trainer. Als Aktiver wurde er auf der Position des Torwarts eingesetzt. Während seiner Trainerkarriere betreute er über unterschiedliche Vereine.

## Spielerkarriere
Geninho begann 1966 seine aktive Laufbahn in seinem Heimatort bei Botafogo Futebol Clube (SP). Dort stand er bis 1973 zwischen den Pfosten der Pantera. Zur Spielzeit 1974 wechselte der Torhüter zu AA Francana, ehe es ihn nach zwei Jahren zum EC São Bento zog. Zwischen 1980 und 1984 transferierte Geninho nochmals zu vier weiteren Vereinen, ohne jedoch einen bedeutenden Titel gewinnen zu können. Seine bekannteste Station war der nordbrasilianische Klub EC Vitória.

## Trainerkarriere
Nach Ende seiner aktiven Karriere, widmete sich Geninho dem Traineramt. Bereits 1984, im Jahr seines Abschieds vom Profifußball, wurde er Trainer bei seiner letzten Spielerstation EC Novo Hamburgo. Mit AA Francana und Botafogo FC (SP) folgten Engagements bei weiteren ehemaligen Vereinen. 1986 übernahm er erstmals bei einem bedeutenden brasilianischen Klub und unterzeichnete beim FC Santos. Doch die Ergebnisse blieben mehr als enttäuschend. 1988 wechselte er zu seiner ersten von drei Auslandsstation. In Portugal übernahm Geninho den Trainerposten bei Vitória Guimarães. 1990 kehrte er wieder nach Brasilien zurück, wo er bei verschiedenen Vereinen wirkte. 1993 lockte ihn der arabische Klub Al-Shabab nach Asien, wo er noch im gleichen Jahr die Saudi-Arabische Fußballmeisterschaft und den Crown Prince Cup gewinnen konnte. Doch bereits nach wenigen Monaten heuerte der Fußballlehrer wieder in seinem Heimatland an. Dort trainierte er mehrerer Teams, ehe er 2000 vom Paraná Clube verpflichtet wurde. Diesen führte er in der Gruppe A der Copa João Havelange (18 Teams) auf Platz drei. Somit qualifizierte sich der Klub für die Folgerunde. In dieser, nach K.-o.-Spielen ausgetragenen Runde, siegte Paraná nach vier Hin- und Rückspielen. Dadurch war Geninhos Mannschaft berechtigt in der Finalphase zu starten, wofür sich insgesamt sechzehn Vereine qualifizierten. Dort schied man dann aber im Viertelfinale nach 1:3 und 1:0 gegen den späteren Sieger CR Vasco da Gama aus.
Diese Leistung blieb auch den brasilianischen Top-Teams nicht unbemerkt und 2001 stellte Athletico Paranaense Geninho als neuen Trainer vor. In der Liga um die Campeonato Brasileiro de Futebol führte der Fußballlehrer sein neues Team auf Rang zwei hinter AD São Caetano und erreichte somit die Endrunde der nationalen Meisterschaft. Über den FC São Paulo und Fluminense Rio de Janeiro zog Paranaense schließlich ins Finale gegen AD São Caetano ein. Im ersten Spiel am 16. Dezember 2001 gewann Geninhos Team durch Tore von Ilan Araújo und einem Dreierpack von Alex Mineiro mit 4:2. Das Rückspiel eine Woche später entschied die Mannschaft mit 1:0 (Alex Mineiro) erneut für sich. Es war der erste gesamtbrasilianische Meistertitel für den Verein in der Klubgeschichte. Im Mai 2002 trennten sich Geninho und Paranaense wieder. Kurz zuvor gewann er aber noch die Staatsmeisterschaft von Paraná. Nur einen Tag nachdem er Paranaense verließ, unterzeichnete Geninho bei Atlético Mineiro. Nach nur einem halben Jahr ging er zum SC Corinthians, wo man auf Anhieb die Staatsmeisterschaft von São Paulo gewinnen konnte. Im September des gleichen Jahres wurde Geninho von Tite als Corinthians-Trainer abgelöst. Doch schon im Dezember fand er bei CR Vasco da Gama eine neue Anstellung. Mit diesen verpasste er dann einen Erfolg im Wettbewerb um die Staatsmeisterschaft von Rio de Janeiro. Erst im Finale scheiterte das Team am CR Flamengo.
2005 ging Geninho zum zweiten Mal in seiner Trainerkarriere nach Saudi-Arabien, wo ihm Al-Ahli ein Angebot machte. Nach einem halben Jahr war aber auch dieses Intermezzo zügig beendet. In Goiás EC fand er einen neuen Verein in der Heimat. 2006 sicherte er sich mit GEC die Staatsmeisterschaft von Goiás. Im Mai des gleichen Jahres warb ihn Corinthians ab, wo er Paulo Autuori ersetzte. Bereits im August ging er wieder zum Goiás EC. Im Sommer 2007 folgte er Sport Recife und übernahm dort den Trainerposten, bevor er im Dezember zum zweiten Mal bei Atlético Mineiro eingestellt wurde und wiederum sechs Monate später gefeuert und bald darauf Trainer bei Botafogo FR wurde. Doch auch hier stellte sich der Erfolg nicht ein und Geninho wurde nach nur sechs Wochen wieder vom Cheftraineramt befreit. Zwischen September 2008 und Juni 2009 führte er schließlich die Geschicke bei Athletico Paranaense, wo er schon zwischen 2001 und 2002 wirkte. Wie auch damals, gewann er erneut die Staatsmeisterschaft von Paraná. Im zweiten Kalenderhalbjahr betreute der frühere Torhüter Náutico Capibaribe. Im Februar 2010 wurde er dann als Trainer bei Atlético Goianiense vorgestellt. Hier gewann er die Staatsmeisterschaft von Goiás zum zweiten Mal in seiner Trainerlaufbahn. Für Goianiense war es der elfte Titelgewinn in diesem Wettbewerb. Im Juni trennte man sich wieder und Geninho schloss sich erneut Sport Recife an. Im Jahr 2012 übernahm er die Leitung der Associação Portuguesa de Desportos.
Nach weiteren Stationen übernahm Geninho 2018 zum zweiten Mal den Avaí FC. Mit diesem erreichte er in dem Jahr den dritten Platz in der Série B und somit den Aufstieg in die Série A 2019. Den Klub konnte Geninho zum Sieg in der Staatsmeisterschaft von Santa Catarina führen. Trotzdem wurde Geninho bereits nach dem neunten Spieltag in der Série A entlassen. Der Klub befand sich zu dem Zeitpunkt auf dem 20. (letztem) Platz.

## Erfolge als Trainer
Vitória Guimarães
- Portugiesischer Fußball-Supercup:1988

Al-Shabab
- Crown Prince Cup: 1993
- Saudi-Arabische Fußballmeisterschaft: 1993

Athletico Paranaense
- Campeonato Brasileiro de Futebol: 2001
- Staatsmeisterschaft von Paraná: 2002, 2009

Corinthians
- Staatsmeisterschaft von São Paulo: 2003

Goiás EC
- Staatsmeisterschaft von Goiás: 2006

Atlético Goianiense
- Staatsmeisterschaft von Goiás: 2010

ABC
- Staatsmeisterschaft von Rio Grande do Norte: 2016, 2017
- Staatspokal von Rio Grande do Norte: 2016, 2017

Avaí
- Staatsmeisterschaft von Santa Catarina: 2019